# Kazimierz Rzążewski
Kazimierz Rzążewski (ur. 9 listopada 1943 w Warszawie) – polski fizyk, profesor nauk fizycznych, zajmujący się optyką kwantową i fizyką ultrazimnych gazów kwantowych.

## Życiorys
W 1966 ukończył studia na Uniwersytecie Warszawskim, tam w 1972 obronił pracę doktorską i do 1980 pracował jako adiunkt. Od 1980 był zatrudniony w Zakładzie Fizyki Teoretycznej PAN, następnie przekształconym w Centrum Fizyki Teoretycznej PAN, w latach 1999-2002 był dyrektorem Centrum. W 1988 otrzymał tytuł profesora nauk fizycznych. 
W latach 1993–2000 pracował także w Szkole Nauk Ścisłych, był jej rektorem w latach 1994-1997. Od 2000 był zatrudniony na Uniwersytecie Kardynała Stefana Wyszyńskiego w Warszawie.
W 2013 otrzymał Nagrodę Galileusza przyznawaną przez International Commission for Optics. Za odkrycie zjawiska magnetostrykcji w ultrazimnych gazach z oddziaływaniem dipolowym otrzymał w 2015 Nagrodę Fundacji na rzecz Nauki Polskiej.
Poza pracami z dziedziny fizyki zajmuje się także zagadnieniami systemów wyborczych. W 2014 wydał razem z Wojciechem Słomczyńskim i Karolem Życzkowskim książkę Każdy głos się liczy. Wędrówka przez krainę wyborów. 
W 2006 został odznaczony Złotym Krzyżem Zasługi (M.P. nr 10 z 2007, poz. 108).